# Mojzes ben Nahman
Moses Ben Nahman (latinizirano:Nahmanides; akronim Ramban /ˌrɑːmˈbɑːn/, רמב״ן), sefardski judovski rabin, učenjak, * 1194, Girona, Kraljevina Aragonija, † 1270, Akko, Kraljevina Jeruzalem.
Velja za enega najpomembnejših judovskih filozofov srednjega veka. Znan je po disputu z dominikanci v Barceloni iz leta 1263, iz katerega je izšel kot nesporni zmagovalec s podporo aragonskega kralja. Kljub temu je zbežal v Jeruzalem, kjer je obnovil judovsko skupnost, ki so jo uničile križarske vojne. 

## Življenje
V Gironi je Nahman tudi odrasel in doštudiral medicino. V svojih najstniških letih je začel dobivati sloves kot naučen judovski učenjak. Pri šestnajstih letih je začel pisati o judovskem pravu. V svojem Milhamotu Hashem (Božje vojne) je branil pravne odločitve Isaaca Alfasija pred kritikami Zerachiaha ha-Levija iz Girone. Ti spisi razkrivajo konzervativno težnjo, ki je odlikovala njegova kasnejša dela - neomejeno spoštovanje do prejšnjih oblasti. Po mnenju Nahmana je bila modrost rabinov, ki so sestavljali Mišno, Talmud in Geonim, nevprašljiva. Njihovih besed ne bi smeli dvomiti ali kritizirati. "Priklonimo se," pravi, "pred njimi, in tudi kadar nam razlog za njihove besede ni povsem očiten, se jim podrejamo" (Aseifat Zekkenim, komentar Ketubota). Nahmanova naklonjenost besedam starih avtoritet je lahko posledica pobožnosti ali vpliva severne francoske judovske miselne šole. Domnevno je lahko to tudi reakcija na hitro sprejemanje grškoarabske filozofije (falsafe) med španskimi in provansalskimi Judi, kar se je zgodilo kmalu po pojavu Majmonidovega Vodnika za zablodele. To delo je povzročilo težnjo po alegoriranju biblijskih pripovedi in zmanjšanju vloge čudežev. Proti tej težnji se je Nahman zavzemal in šel v drugo skrajnost, niti ni dovolil v avtoritete.

### Odnos do Majmonida
Nahman je okrog leta 1238, ko ga je pozval Solomon ben Abraham iz Montpellierja, ki so ga izobčili podporniki Majmonida, naslovil pismo na judovske skupnosti kraljevin Aragonije, Navarre in Kastilije. Do Majmonida, čeprav ni delil stališč, je čutil veliko spoštovanje, kar mu je, poleg njegovega umirjenega karakterja, preprečilo, da bi se zavezal z antimajmonidovo stranko in deloval kot arbiter v sporu. V pismu, naslovljenem na francoske rabine, opozarja na vrline Majmonida in trdi, da njegova razlaga judovskega zakona Tore ne kaže le popustljivosti pri razlagi prepovedi v judovskem zakonu, ampak je morda celo več strožji, kar je bilo v Nahmanovih očeh pozitiven dejavnik. Kar zadeva Majmonidovega Vodnika za zablodele, je Nahman izjavil, da ni namenjen tistim s šibko vero, temveč tistim, ki niso doumeli in razumeli vloge Aristoteove filozofije in Galenove medicine. "Če," pravi, "ste bili mnenja, da je vaša dolžnost, da Vodnika oznanite za heretičnega, zakaj del vaše črede odstopi od odločitve, kot da obžaluje korak”? Da bi uskladil obe strani, je Nahman predlagal, da se prepoved filozofskega dela Majmonidovega zakonika judovskega zakona prekliče, prepove pa študij Vodnika za zablodele in proti tistim, ki so zavrnili alegorično razlago Biblije, ga je treba vzdrževati in celo okrepiti. Ta kompromis, ki bi morda končal boj, sta obe strani kljub Nahmanovi avtoriteti zavrnili.

### Pregnanstvo
Nahman je po znanem disputu z dominikanci leta 1263 v Barceloni, v katerem si je pridobil naklonjenost kralja Jakoba I., zaradi nevarnosti pogroma zapustil Aragonijo in tri leta bival nekje v Kastiliji ali na južnem delu Kraljevine Francije. Leta 1267, ko je iskal zatočišče pred krščanskim preganjanjem v muslimanskih deželah, je odšel v Jeruzalem. Tam je v Starem mestu ustanovil sinagogo, ki obstaja do danes, znano kot Rambanova sinagoga. Njegova ponovna vzpostavitev judovskega skupnega življenja v Jeruzalemu pomeni začetek skoraj 700 zaporednih judovskih let v Jeruzalemu do arabsko-izraelske vojne 1948. Nahman se je nato naselil v križarski prestolnici Akkoju, kjer je bil zelo aktiven pri širjenju judovskega učenja, ki je bilo v Sveti deželi takrat zelo zanemarjeno. Okoli sebe je zbral krog učencev in ljudje so prihajali v množici, da bi ga slišali.
Ulica v Jeruzalemu nosi njegovo ime. Čeprav je bil obkrožen s prijatelji in učenci, je Nahman močno začutil muke izgnanstva. Med svojim triletnim bivanjem v Sveti deželi je vzdrževal korespondenco z rodno deželo, s katero si je prizadeval za tesnejšo povezavo med Judejo in Španijo.

## Smrt
Nahman je umrl v Sveti deželi, ko je dopolnil šestinsedemdeset let. Različne tradicije si nasprotujejo glede mesta njegovega pokopa: Haifa, Akko, Hebron ali v jama Ramban v Jeruzalemu.

## Filozofija

### Iggort ha-kodesh
Knjiga Iggrot ha-Kodesh o temah poroke, svetosti in spolnih odnosov je bila običajno pripisana Nahmanu, ki naj bi jo za svojega sina napisal kot poročno darilo. Vendar ga sodobna raziskava pripisuje drugemu avtorju, morda rabinu Josephu ben Abrahamu Gikatilli. Avtor v tej knjigi kritizira Maimonidesa zaradi stigmatizacije moške spolne narave kot sramote za človeka. Po avtorjevem mnenju je telo, pri katerem so vse njegove funkcije Božje delo, sveto in zato nobenega od njegovih običajnih spolnih impulzov in dejanj ni mogoče šteti za nasprotujoče.

### Pogledi na smrt in na žalovanje
V Nahmanovemu Toratu ha-Adamu, ki se ukvarja z obredi žalovanja, pokopnimi običaji itd., Nahman ostro kritizira pisatelje, ki si prizadevajo, da bi človek postal ravnodušen tako do užitka kot bolečine. To je, izjavil, nasprotoval zakonu, ki človeku zapoveduje, naj se veseli dneva veselja in joka na dan žalosti. Zadnje poglavje z naslovom Shaar ha-Gemul govori o nagradi in kaznovanju, vstajenju in sorodnih temah. Izhaja iz domneve filozofov, ki se pretvarjajo, da poznajo Božje bistvo in angele, medtem ko jim je celo sestava lastnih teles skrivnost.
Za Nahmana je božansko razodetje najboljše vodilo pri vseh teh vprašanjih in poda svoje poglede na judovske poglede na zagrobno življenje. Drži, da morata biti, ker je Bog izredno pravičen, nagrada in kazen. Ta nagrada in kazen morata potekati v drugem svetu, kajti dobro in zlo tega sveta sta sorazmerna in prehodna.

### Komentar Tore
Nahmanov komentar Tore (pet Mojzesovih knjig-del judovske biblije) je bilo njegovo zadnje delo in njegovo najbolj znano delo. Pogosto navaja in kritizira Rašijeve (1040-1105) komentarje in ponuja alternativne interpretacije, če se ne strinja z Rašijevo razlago. Njegova razstava, mešana z agadističnimi (posvetnimi rabinskimi besedili) in mističnimi interpretacijami, temelji na skrbni filologiji in izvirnem preučevanju Svetega pisma. Njegov komentar o ustvarjanju sveta opisuje nebesa in zemljo, ki je ustvarjena iz nečloveške snovi.

## Dela
Nachmanides je napisal glose na celotnem Talmudu, sestavil zbirke delov judovskega prava po vzoru Isaaca Alfasija. Njegovo večje delo na Talmudu se imenuje Chiddushei haRamban. Pogosto ponuja drugačen pogled na različna vprašanja, ki jih obravnava Tosefot.
Znana halahična dela Nahmana so:
 
•	Mishpetei ha-Cherem, zakoni o ekskomunikaciji, 

•	Torat ha-Adam o zakonih žalovanja in pogrebnih slovesnosti v tridesetih poglavjih.

Druga njegova dela so:
 
•	"Deraša", pridiga, ki jo je predstavil kralj Kastilije,

•	"Sefer ha-Ge'ulah" ali "Sefer Ketz ha-Ge'ulah" ob prihodu Mesije,

•	"Iggeret ha-Musar", etično pismo, naslovljeno na njegovega sina,

•	Pismo "Iggeret ha-Chemdah", naslovljeno na francoske rabine v obrambo Majmonida,

•	"Vikkuach", verska polemika s Pablom Christianijem,

•	"Perush Iyyov", komentar Joba,

•	"Bi'ur" ali "Perush 'al ha-Torah", komentar Tore.